# Kei Sugimoto
Kei Sugimoto (杉本 圭 Sugimoto Kei?), född 4 juni 1982 i Kanagawa prefektur, är en japansk före detta fotbollsspelare.
Sugimoto började sin karriär 2000 i Shonan Bellmare. Han spelade 16 ligamatcher för klubben. Han avslutade karriären 2003.